# Thủ khoa Nho học Việt Nam
Thủ khoa nho học Việt Nam (còn gọi là Đình nguyên) là những người đỗ cao nhất trong các khoa thi nho học thời phong kiến ở Đại Việt (còn gọi là thủ khoa Đại Việt, trong các triều đại nhà Lý, nhà Trần, nhà Hồ, nhà Hậu Lê, nhà Mạc), và Đại Nam của nhà Nguyễn (còn gọi là Đình nguyên thời Nguyễn). Danh hiệu này không bao gồm các thủ khoa các kỳ thi tiến sĩ võ trong các triều đại Việt Nam và các kỳ thi Phật học thời nhà Lý.
Các khoa thi tiến sĩ nho học đầu tiên có tên là khoa thi Minh kinh bác học. Khoa thi Minh kinh bác học đầu tiên được mở ra dưới thời nhà Lý năm 1075, người đỗ đầu khoa thi này là Lê Văn Thịnh. Đến thời nhà Trần, theo Đại Việt Sử ký Toàn thư thì trong các năm 1232, 1239 có mở các kỳ thi Thái học sinh (tên gọi các khoa thi tiến sĩ nho học dưới triều nhà Trần và nhà Hồ).

## Thủ khoa Đại Việt
Thủ khoa nho học Việt Nam, trước khi có danh hiệu tam khôi (trạng nguyên, bảng nhãn, thám hoa) dành cho 3 vị trí đầu tiên từ đời vua Trần Thái Tông (năm 1246 hoặc 1247?), chưa có danh hiệu chính thức, tạm gọi họ là các thủ khoa Đại Việt. Hiện tại, thống kê theo các nguồn khác nhau có khoảng 9 người đỗ đầu trong các kỳ thi này. Một số tài liệu vẫn xếp 7 người trong số này (trừ Lưu Diễm và Vương Giát) vào danh sách các trạng nguyên Việt Nam.
Thời nhà Hồ, quốc hiệu là Đại Ngu, nhưng vì thời gian tồn tại quá ngắn kẹp giữa quốc hiệu Đại Việt và chỉ tổ chức được 2 khoa thi Thái học sinh với 2 thủ khoa, nên có thể xếp chung vào nhóm thủ khoa Đại Việt.
Thời nhà Hậu Lê các khoa thi nho học được phân cấp thành 3 cấp từ thấp tới cao là: thi Hương (cấp địa phương), thi Hội (cấp quốc gia), thi Đình (cấp quốc gia). Thủ khoa tiến sĩ nho học là người đỗ đầu kỳ thi Đình (Đình nguyên), là kỳ thi do nhà vua tổ chức cho các tân tiến sĩ đã đỗ trong kỳ thi Hội để chọn tam khôi và phân hạng tiến sĩ. (Việc phân hạng tiến sĩ thành 3 bậc: đệ nhất giáp (tam khôi), đệ nhị giáp, đệ tam giáp lần đầu tiên ở Việt Nam vào năm Kiến Trung thứ 8 (1232) đời vua Trần Thái Tông. đến nhà Hậu Lê năm 1484 niên hiệu Hồng Đức thứ 15, Lê Thánh Tông lập lại đặt thành: tiến sĩ cập đệ, tiến sĩ xuất thân và đồng tiến sĩ xuất thân.) Tuy vậy, trong cuốn Lịch triều hiến chương loại chí, Phan Huy Chú vẫn kể đến tên những thủ khoa của các kỳ thi Hội vào trong phần số người đỗ các khoa, mục khoa mục chí. 

### Danh sách các thủ khoa Đại Việt tiền trạng nguyên
Dưới đây là danh sách chỉ bao gồm những thủ khoa Đại Việt trước khi có danh hiệu trạng nguyên chính thức.
| Thứ tự | Tên               | Năm sinh năm mất | Quê       | Năm đỗ         | Đời vua        | Ghi chú                    |
| ------ | ----------------- | ---------------- | --------- | -------------- | -------------- | -------------------------- |
| 1      | Lê Văn Thịnh      | 1038?-?          | Bắc Ninh  | 1075           | Lý Nhân Tông   | Thủ khoa Minh kinh bác học |
| 2      | Mạc Hiển Tích     |                  | Hải Dương | 1086           | Lý Nhân Tông   | Thủ khoa Minh kinh bác học |
| 3      | Bùi Quốc Khái     |                  | Hải Dương | 1185           | Lý Cao Tông    | Thủ khoa Minh kinh bác học |
| 4      | Phạm Công Bình    |                  | Vĩnh Phúc | 1213           | Lý Huệ Tông    |                            |
| 5      | Trương Hanh       |                  | Hải Dương | 1232           | Trần Thái Tông | Đệ nhất giáp Thái học sinh |
| 6      | Lưu Diễm          |                  | Thanh Hóa | 1232           | Trần Thái Tông | Đệ nhất giáp Thái học sinh |
| 7      | Nguyễn Quan Quang |                  | Bắc Ninh  | 1234 hay 1246? | Trần Thái Tông |                            |
| 8      | Lưu Miễn          |                  | Thanh Hóa | 1239           | Trần Thái Tông | Đệ nhất giáp Thái học sinh |
| 9      | Vương Giát        |                  | ?         | 1239           | Trần Thái Tông | Đệ nhất giáp Thái học sinh |

### Trạng nguyên Việt Nam
Từ khi có danh hiệu tam khôi (trạng nguyên, bảng nhãn, thám hoa) vào đời vua Trần Thái Tông), thì các thủ khoa Đại Việt được chính thức gọi là Trạng nguyên (Trạng nguyên Việt Nam cũng chính là Đình nguyên tức thủ khoa Đại Việt). Tuy vậy, không phải mọi khoa thi đều có trạng nguyên nên thủ khoa Đại Việt không hoàn toàn đồng nhất với Trạng nguyên Việt Nam.
Theo một số tài liệu, trong đó có cuốn Những ông nghè ông cống triều Nguyễn của Bùi Hạnh Cẩn, Nguyễn Loan và Lan Phương, Nhà xuất bản Văn hóa Thông tin, 1995, dựa vào hai công trình Các nhà khoa bảng Việt Nam, Nhà xuất bản Văn hóa, 1993 và Quốc triều hương khoa lục, Nhà xuất bản TP HCM, 1993 thì từ khi bắt đầu mở khoa thi (1075) đến khi chấm dứt (khoa thi cuối cùng tổ chức năm 1919), tổng cộng có 184 khoa thi với 2.785 vị đỗ đại khoa (đỗ tiến sĩ và tính cả phó bảng), trong đó có 56 trạng nguyên (bao gồm cả bảy vị trong danh sách trên và 49 trạng nguyên chính thức).
Tuy nhiên, tác giả Vũ Xuân Thảo trong bài Vài số liệu, tư liệu chưa chính xác trong cuốn "Những ông nghè ông cống triều Nguyễn" đăng trên tạp chí Xưa và Nay số 67, tháng 9 năm 1999 đã cho rằng con số trên không chính xác. Theo ông thì từ năm 1075 đến năm 1919 có tổng cộng có 185 khoa thi với 2.898 vị đỗ đại khoa (tính từ phó bảng trở lên), trong đó chỉ có 47 trạng nguyên. Cũng theo tác giả này thì trạng nguyên đầu tiên là Nguyễn Quan Quang, đỗ khoa Bính Ngọ (1246), nhưng trong chính sử không thấy ghi chép là năm 1246 có mở kỳ thi nào.

## Đình nguyên nhà Nguyễn
Đến thời nhà Nguyễn, Đại Việt được đổi tên thành Việt Nam, sau đó lại đổi thành Đại Nam. Các kỳ thi tiến sĩ nho học thời Nguyễn chỉ bắt đầu từ năm Minh Mạng khi quốc hiệu Việt Nam đã được đổi thành Đại Nam. Kỳ thi Đình không lấy trạng nguyên nên những người đỗ cao nhất chỉ được ban tới bảng nhãn hay thấp hơn. 

## Danh sách thủ khoa nho học Việt Nam
| Thứ tự | Họ tên thủ khoa nho học                                                                   | Họ tên thủ khoa nho học                               | Khoa thi    | Triều đại |
| Thứ tự | Thủ khoa (Minh kinh bác học, Thái học sinh), Trạng nguyên, Kinh trạng nguyên, Đình nguyên | Thủ khoa Thái học sinh, Trại trạng nguyên, Hội nguyên | Khoa thi    | Triều đại |
| ------ | ----------------------------------------------------------------------------------------- | ----------------------------------------------------- | ----------- | --------- |
| 1      | Lê Văn Thịnh                                                                              |                                                       | 1075        | Lý        |
| 2      | Mạc Hiển Tích                                                                             |                                                       | 1086        | Lý        |
| 3      | Bùi Quốc Khái                                                                             |                                                       | 1185        | Lý        |
| 4      | Trương Hanh                                                                               | Lưu Diễm                                              | 1232        | Trần      |
| 5      | Lưu Miễn                                                                                  | Vương Giát                                            | 1239        | Trần      |
| 6      | Nguyễn Quan Quang                                                                         |                                                       | 1246        | Trần      |
| 7      | Nguyễn Hiền                                                                               |                                                       | 1247        | Trần      |
| 8      | Trần Quốc Lặc                                                                             | Trương Xán                                            | 1256        | Trần      |
| 9      | Trần Cố                                                                                   | Bạch Liêu                                             | 1266        | Trần      |
| 10     | Lý Đạo Tái                                                                                |                                                       | 1272 (1274) | Trần      |
| 11     | Đào Tiêu                                                                                  |                                                       | 1275        | Trần      |
| 12     | Mạc Đĩnh Chi                                                                              |                                                       | 1304        | Trần      |
| 13     | Đào Sư Tích                                                                               |                                                       | 1379        | Trần      |
| 14     | Đoàn Xuân Lôi                                                                             |                                                       | 1384        | Trần      |
| 15     | Hoàng Quán Chi                                                                            |                                                       | 1393        | Trần      |
| 16     | Lưu Thúc Kiệm                                                                             |                                                       | 1400        | Hồ        |
| 17     | Hà Ngạn Thần                                                                              |                                                       | 1405        | Hồ        |
| 18     | Triệu Thái                                                                                |                                                       | 1429        | Hậu Lê    |
| 19     | Nguyễn Thiên Tích                                                                         |                                                       | 1431        | Hậu Lê    |
| 20     | Nguyễn Vết Tuyên                                                                          |                                                       | 1435        | Hậu Lê    |
| 21     | Nguyễn Trực                                                                               | Nguyễn Như Đổ                                         | 1442        | Hậu Lê    |
| 22     | Nguyễn Nghiêu Tư                                                                          | Đặng Tuyên                                            | 1448        | Hậu Lê    |
| 23     | Vũ Bá Triệt                                                                               | Nguyễn Chỉ                                            | 1453        | Hậu Lê    |
| 24     |                                                                                           | Nguyễn Văn Xứng                                       | 1458        | Hậu Lê    |
| 25     | Lương Thế Vinh                                                                            | Quách Đình Bảo                                        | 1463        | Hậu Lê    |
| 26     | Dương Như Châu                                                                            | (không rõ)                                            | 1466        | Hậu Lê    |
| 27     | Phạm Bá                                                                                   | Thân Nhân Trung                                       | 1469        | Hậu Lê    |
| 28     | Vũ Kiệt                                                                                   | Lê Tuấn Ngạn                                          | 1472        | Hậu Lê    |
| 29     | Vũ Tuấn Chiêu                                                                             | Cao Quýnh                                             | 1475        | Hậu Lê    |
| 30     | Lê Quảng Chí                                                                              | Lê Minh                                               | 1478        | Hậu Lê    |
| 31     | Phạm Đôn Lễ                                                                               |                                                       | 1481        | Hậu Lê    |
| 32     | Nguyễn Quang Bật                                                                          | Phạm Trí Khiêm                                        | 1484        | Hậu Lê    |
| 33     | Trần Sùng Dĩnh                                                                            | Phạm Trân                                             | 1487        | Hậu Lê    |
| 34     | Vũ Duệ                                                                                    | Nguyễn Khao                                           | 1490        | Hậu Lê    |
| 35     | Vũ Dương                                                                                  |                                                       | 1493        | Hậu Lê    |
| 36     | Nghiêm Viện                                                                               | Nguyễn Huân                                           | 1496        | Hậu Lê    |
| 37     | Đỗ Lý Khiêm                                                                               | Lương Đắc Bằng                                        | 1499        | Hậu Lê    |
| 38     | Lê Ích Mộc                                                                                | (không rõ)                                            | 1502        | Hậu Lê    |
| 39     | Lê Nại                                                                                    |                                                       | 1505        | Hậu Lê    |
| 40     | Nguyễn Giản Thanh                                                                         | Đỗ Vinh                                               | 1508        | Hậu Lê    |
| 41     | Hoàng Nghĩa Phú                                                                           | Nguyễn Thái Hoa                                       | 1511        | Hậu Lê    |
| 42     | Nguyễn Đức Lượng                                                                          | Nguyễn Bỉnh Đức                                       | 1514        | Hậu Lê    |
| 43     | Ngô Miễn Thiệu                                                                            | Đặng Ất                                               | 1518        | Hậu Lê    |
| 44     | Nguyễn Thái Bạt                                                                           | Nguyễn Bật                                            | 1520        | Hậu Lê    |
| 45     | Hoàng Văn Tán                                                                             | Đào Nghiễm                                            | 1523        | Hậu Lê    |
| 46     | Trần Tất Văn                                                                              | Phạm Đình Quang                                       | 1526        | Hậu Lê    |
| 47     | Đỗ Tống                                                                                   | Nguyễn Quang Tán                                      | 1529        | Mạc       |
| 48     | Nguyễn Thiến                                                                              |                                                       | 1532        | Mạc       |
| 49     | Nguyễn Bỉnh Khiêm                                                                         |                                                       | 1535        | Mạc       |
| 50     | Giáp Hải                                                                                  | Đinh Soạn                                             | 1538        | Mạc       |
| 51     | Nguyễn Kỳ                                                                                 | Bạch Hồng Nho                                         | 1541        | Mạc       |
| 52     | Vũ Cảnh                                                                                   | (không rõ)                                            | 1544        | Mạc       |
| 53     | Dương Phúc Tư                                                                             | Nguyễn Thước                                          | 1547        | Mạc       |
| 54     | Trần Văn Bảo                                                                              | Ngô Bật Lượng                                         | 1550        | Mạc       |
| 55     | Nguyễn Lượng Thái                                                                         | Trần Vĩnh Tuy                                         | 1553        | Mạc       |
| 56     | Đinh Bạt Tụy                                                                              |                                                       | 1554        | Hậu Lê    |
| 57     | Phạm Trấn                                                                                 | Nguyễn Bỉnh Dị                                        | 1556        | Mạc       |
| 58     | Đặng Thì Thố                                                                              |                                                       | 1559        | Mạc       |
| 59     | Phạm Duy Quyết                                                                            | Nguyễn Khắc Kính                                      | 1562        | Mạc       |
| 60     | Phạm Quang Tiến                                                                           | Lê Khắc Đôn                                           | 1562        | Mạc       |
| 61     | Vũ Hữu Chính                                                                              |                                                       | 1565        | Mạc       |
| 62     | Lê Khiêm                                                                                  |                                                       | 1565        | Hậu Lê    |
| 63     | Nguyễn Miễn                                                                               | Bùi Tất Năng                                          | 1571        | Mạc       |
| 64     | Vũ Văn Khuê                                                                               | Nguyễn Tự Cường                                       | 1574        | Mạc       |
| 65     | Vũ Giới                                                                                   | Đoàn Thế Bạt                                          | 1577        | Mạc       |
| 66     | Lê Trạc Tú                                                                                |                                                       | 1577        | Hậu Lê    |
| 67     | Nguyễn Văn Giai                                                                           |                                                       | 1580        | Hậu Lê    |
| 68     | Đỗ Cung                                                                                   | Ngô Trừng                                             | 1580        | Mạc       |
| 69     | Nguyễn Tuấn Ngạn                                                                          | Đào Tung                                              | 1583        | Mạc       |
| 70     | Nguyễn Nhân Thiệm                                                                         |                                                       | 1583        | Hậu Lê    |
| 71     | Nguyễn Giáo Phường                                                                        |                                                       | 1586        | Mạc       |
| 72     | Phạm Y Toàn                                                                               |                                                       | 1589        | Mạc       |
| 73     | Lê Như Bật                                                                                |                                                       | 1589        | Hậu Lê    |
| 74     | Trịnh Cảnh Thụy                                                                           |                                                       | 1592        | Hậu Lê    |
| 75     | Phạm Hữu Năng                                                                             | Hoàng Đĩnh                                            | 1592        | Mạc       |
| 76     | Nguyễn Thực                                                                               | Nguyễn Viết Tráng                                     | 1595        | Hậu Lê    |
| 77     | Nguyễn Thứ                                                                                | Nguyễn Khắc Khoan                                     | 1598        | Hậu Lê    |
| 78     | Nguyễn Đăng                                                                               |                                                       | 1602        | Hậu Lê    |
| 79     | Nguyễn Thế Tiêu                                                                           | Đặng Duy Minh                                         | 1604        | Hậu Lê    |
| 80     | Lưu Đình Chất                                                                             | Ngô Nhân Triệt                                        | 1607        | Hậu Lê    |
| 81     | Nguyễn Văn Khuê                                                                           | Nguyễn Tiến Dụng                                      | 1610        | Hậu Lê    |
| 82     | Nguyễn Tuấn                                                                               | Bùi Tất Thắng                                         | 1613        | Hậu Lê    |
| 83     | Lê Trí Dụng                                                                               | Vũ Miễn                                               | 1616        | Hậu Lê    |
| 84     | Nguyễn Lại                                                                                | Trần Hữu Lễ                                           | 1619        | Hậu Lê    |
| 85     |                                                                                           | Phạm Phi Kiên                                         | 1623        | Hậu Lê    |
| 86     | Giang Văn Minh                                                                            |                                                       | 1628        | Hậu Lê    |
| 87     | Nguyễn Thọ Xuân                                                                           |                                                       | 1631        | Hậu Lê    |
| 88     | Vũ Bạt Tụy                                                                                | Nguyễn Nhân Trứ                                       | 1634        | Hậu Lê    |
| 89     | Nguyễn Xuân Chính                                                                         |                                                       | 1637        | Hậu Lê    |
| 90     | Phí Văn Thuật                                                                             |                                                       | 1640        | Hậu Lê    |
| 91     | Nguyễn Khắc Thiệu                                                                         | Lê Trí Trạch                                          | 1643        | Hậu Lê    |
| 92     | Nguyễn Đăng Hạo                                                                           |                                                       | 1646        | Hậu Lê    |
| 93     | Khương Thế Hiển                                                                           | Trịnh Cao Đệ                                          | 1650        | Hậu Lê    |
| 94     | Phùng Viết Tu                                                                             | Nguyễn Đình Chính                                     | 1652        | Hậu Lê    |
| 95     | Nguyễn Đình Trụ                                                                           |                                                       | 1656        | Hậu Lê    |
| 96     | Nguyễn Quốc Trinh                                                                         | Lê Thức                                               | 1659        | Hậu Lê    |
| 97     | Đặng Công Chất                                                                            | Trần Xuân Bảng                                        | 1661        | Hậu Lê    |
| 98     | Nguyễn Viết Thứ                                                                           | Vũ Duy Đoán                                           | 1664        | Hậu Lê    |
| 99     | Nguyễn Quán Nho                                                                           | Nguyễn Hữu Đăng                                       | 1667        | Hậu Lê    |
| 100    | Lưu Danh Công                                                                             | Trần Thế Vinh                                         | 1670        | Hậu Lê    |
| 101    | Bùi Quang Vận                                                                             | Nguyễn Đức Vọng                                       | 1673        | Hậu Lê    |
| 102    | Nguyễn Quý Đức                                                                            | Ngô Sách Tuân                                         | 1676        | Hậu Lê    |
| 103    | Phạm Công Thiện                                                                           | Nguyễn Côn                                            | 1680        | Hậu Lê    |
| 104    | Nguyễn Đăng Đạo                                                                           | Phạm Quang Trạch                                      | 1683        | Hậu Lê    |
| 105    | Vũ Thạnh                                                                                  | Nguyễn Danh Dự                                        | 1685        | Hậu Lê    |
| 106    | Nguyễn Đình Hoàn                                                                          | Nguyễn Quốc Cương                                     | 1688        | Hậu Lê    |
| 107    | Ngô Vi Thực                                                                               | Nguyễn Hữu Đạo                                        | 1691        | Hậu Lê    |
| 108    | Ngô Công Trạc                                                                             |                                                       | 1694        | Hậu Lê    |
| 109    | Nguyễn Quyền, Nguyễn Trù                                                                  |                                                       | 1697        | Hậu Lê    |
| 110    | Vũ Đình Ức                                                                                | Nguyễn Hiệu                                           | 1700        | Hậu Lê    |
| 111    | Nguyễn Quang Luân                                                                         | Nguyễn Trí Cung                                       | 1703        | Hậu Lê    |
| 112    | Phạm Quang Dung                                                                           | Đỗ Công Đĩnh                                          | 1706        | Hậu Lê    |
| 113    | Phạm Khiêm Ích                                                                            | Nguyễn Đồng Lâm                                       | 1710        | Hậu Lê    |
| 114    | Nguyễn Duy Đôn                                                                            | Nguyễn Ky                                             | 1712        | Hậu Lê    |
| 115    | Bùi Sĩ Tiêm                                                                               | Nguyễn Công Thái                                      | 1715        | Hậu Lê    |
| 116    | Vũ Công Tể                                                                                |                                                       | 1718        | Hậu Lê    |
| 117    | Ngô Sách Hân                                                                              | Nguyễn Tông Quai                                      | 1721        | Hậu Lê    |
| 118    | Hà Công Huân                                                                              | Chu Nguyên Lâm                                        | 1724        | Hậu Lê    |
| 119    | Nguyễn Thế Tập                                                                            | Đặng Công Diễn                                        | 1727        | Hậu Lê    |
| 120    | Đỗ Huy Kỳ                                                                                 | Nguyễn Bá Lân                                         | 1731        | Hậu Lê    |
| 121    | Nhữ Trọng Thai                                                                            | Nguyễn Hồ Dĩnh                                        | 1733        | Hậu Lê    |
| 122    | Trịnh Tuệ                                                                                 | Nhữ Đình Toản                                         | 1736        | Hậu Lê    |
| 123    | Vũ Diễm                                                                                   | Nguyễn Lâm Thái                                       | 1739        | Hậu Lê    |
| 124    | Phan Cảnh                                                                                 | Nguyễn Hoàn                                           | 1743        | Hậu Lê    |
| 125    | Đoàn Chú (Đoàn Thụ)                                                                       | Trần Danh Tố                                          | 1746        | Hậu Lê    |
| 126    | Nguyễn Huy Oánh                                                                           | Vũ Miên                                               | 1748        | Hậu Lê    |
| 127    | Lê Quý Đôn                                                                                |                                                       | 1752        | Hậu Lê    |
| 128    | Nguyễn Tông Trình                                                                         | Phan Cận                                              | 1754        | Hậu Lê    |
| 129    | Bùi Đình Dự                                                                               | Phạm Nguyễn Đạt                                       | 1757        | Hậu Lê    |
| 130    | Ngô Trần Thực                                                                             | Nguyễn Huy Cận                                        | 1760        | Hậu Lê    |
| 131    | Vũ Cơ                                                                                     | Nguyễn Duy Thức                                       | 1763        | Hậu Lê    |
| 132    | Ngô Thì Sĩ                                                                                |                                                       | 1766        | Hậu Lê    |
| 133    | Bùi Huy Bích                                                                              | Ngô Duy Viên                                          | 1769        | Hậu Lê    |
| 134    | Hồ Sĩ Đống                                                                                |                                                       | 1772        | Hậu Lê    |
| 135    | Ngô Thế Trị                                                                               | Phan Huy Ích                                          | 1775        | Hậu Lê    |
| 136    | Nguyễn Hú (Duân)                                                                          | Ninh Tốn                                              | 1778        | Hậu Lê    |
| 137    | Lê Huy Trân                                                                               |                                                       | 1779        | Hậu Lê    |
| 138    | Nguyễn Tân                                                                                | Nguyễn Cầu                                            | 1781        | Hậu Lê    |
| 139    | Nguyễn Du                                                                                 | Nguyễn Bá Lan                                         | 1785        | Hậu Lê    |
| 140    | Trần Bá Lãm                                                                               |                                                       | 1787        | Hậu Lê    |
| 141    | Bùi Dương Lịch                                                                            |                                                       | 1787        | Hậu Lê    |
| 142    | Nguyễn Ý                                                                                  |                                                       | 1822        | Nguyễn    |
| 143    | Hoàng Tế Mỹ                                                                               |                                                       | 1826        | Nguyễn    |
| 144    | Nguyễn Đăng Huân                                                                          |                                                       | 1829        | Nguyễn    |
| 145    | Phạm Trứ                                                                                  |                                                       | 1832        | Nguyễn    |
| 146    | Nguyễn Hữu Cơ                                                                             |                                                       | 1835        | Nguyễn    |
| 147    | Nguyễn Cửu Trường                                                                         |                                                       | 1838        | Nguyễn    |
| 148    | Nguyễn Ngọc                                                                               |                                                       | 1841        | Nguyễn    |
| 149    | Hoàng Đình Tá                                                                             |                                                       | 1842        | Nguyễn    |
| 150    | Mai Anh Tuấn                                                                              |                                                       | 1843        | Nguyễn    |
| 151    | Nguyễn Viết Chương                                                                        |                                                       | 1844        | Nguyễn    |
| 152    | Phan Dưỡng Hạo                                                                            |                                                       | 1847        | Nguyễn    |
| 153    | Nguyễn Khắc Cần                                                                           |                                                       | 1848        | Nguyễn    |
| 154    | Đỗ Duy Đệ                                                                                 |                                                       | 1849        | Nguyễn    |
| 155    | Phạm Thanh                                                                                |                                                       | 1851        | Nguyễn    |
| 156    | Vũ Duy Thanh                                                                              |                                                       | 1851        | Nguyễn    |
| 157    | Nguyễn Đức Đạt                                                                            |                                                       | 1853        | Nguyễn    |
| 158    | Ngụy Khắc Đản                                                                             |                                                       | 1856        | Nguyễn    |
| 159    | Nguyễn Hữu Lập                                                                            |                                                       | 1862        | Nguyễn    |
| 160    | Trần Bích San                                                                             |                                                       | 1865        | Nguyễn    |
| 161    | Đặng Văn Kiều                                                                             |                                                       | 1865        | Nguyễn    |
| 162    | Vũ Nhự                                                                                    |                                                       | 1868        | Nguyễn    |
| 163    | Nguyễn Quang Bích                                                                         |                                                       | 1869        | Nguyễn    |
| 164    | Nguyễn Khuyến                                                                             |                                                       | 1871        | Nguyễn    |
| 165    | Phạm Như Xương                                                                            |                                                       | 1875        | Nguyễn    |
| 166    | Phan Đình Phùng                                                                           |                                                       | 1877        | Nguyễn    |
| 167    | Đỗ Huy Liêu                                                                               |                                                       | 1879        | Nguyễn    |
| 168    | Nguyễn Đình Dương                                                                         |                                                       | 1880        | Nguyễn    |
| 169    | Nguyễn Đức Quý                                                                            |                                                       | 1884        | Nguyễn    |
| 170    | Hoàng Bính                                                                                |                                                       | 1889        | Nguyễn    |
| 171    | Vũ Phạm Hàm                                                                               |                                                       | 1892        | Nguyễn    |
| 172    | Trần Dĩnh Sĩ                                                                              |                                                       | 1895        | Nguyễn    |
| 173    | Đào Nguyên Phổ                                                                            |                                                       | 1898        | Nguyễn    |
| 174    | Nguyễn Đình Tuân                                                                          |                                                       | 1901        | Nguyễn    |
| 175    | Đặng Văn Thụy                                                                             |                                                       | 1904        | Nguyễn    |
| 176    | Nguyễn Đình Phiên                                                                         |                                                       | 1907        | Nguyễn    |
| 177    | Vương Hữu Phu                                                                             |                                                       | 1910        | Nguyễn    |
| 178    | Đinh Văn Chấp                                                                             |                                                       | 1913        | Nguyễn    |
| 179    | Trịnh Thuần                                                                               |                                                       | 1916        | Nguyễn    |
| 180    | Nguyễn Phong Di                                                                           |                                                       | 1919        | Nguyễn    |